# Nathan Hovhannisian
Nathan Hovhannisian (* 9. Mai 1955 in Jerewan) ist ein armenischer Geistlicher. Er ist der gegenwärtige Bischof von London und ganz England der Armenisch-apostolischen Kirche (Katholikat Etschmiadsin).
Nach einem Musikstudium trat Hovhannisian 1984 in das Theologische Seminar von Etschmiadsin ein. 1988 wurde er zum zölibatären Priester geweiht und 1989 zum Vardapet promoviert. Danach wirkte er von 1989 bis 1991 als stellvertretender Dekan des Seminars und Dozent für Patrologie und Alte Kirchengeschichte.
Katholikos Wasgen I. vertraute ihm 1991 die Verwaltung der neu gegründeten Diözese Ukraine an, zu deren Bischof ihn Katholikos Karekin I. am 15. Juni 1997 weihte. In der Ukraine amtierte er bis 2000.
Im Juni 2000 wurde Bischof Nathan Hovhannisian zum Primas der armenisch-orthodoxen Kirche in Großbritannien gewählt und zum Patriarchallegaten beim anglikanischen Erzbischof von Canterbury bestellt. Am 1. Oktober 2000 trat er sein Amt an.